# Animals (bài hát của Martin Garrix)
"Animals" là bài hát bởi DJ và nhà sản xuất thu âm người Hà Lan Martin Garrix phát hành dưới dạng tải xuống số vào ngày 17 tháng 6 năm 2013 trên iTunes. Bài hát nhanh chóng trở nên phổ biến trong nền văn hoá EDM, dẫn đến Garrix trở thành nhà sản xuất trẻ nhất từng có một bài hát đạt được vị trí số một trên cửa hàng nhạc điện tử Beatport.. Ca khúc này đã đạt được thành công về thương mại, đạt vị trí top ten hay đứng đầu trên một số bảng xếp hạng âm nhạc điện tử, đứng đầu bảng xếp hạng single ở Anh và Bỉ, và đạt vị trí 21 trên Billboard Hot 100.

## Sáng tác và phát hành
Trước khi phát hành, ca khúc này đã thu hút được sự chú ý của khán giả sau khi phát hành trò ẩn danh với sự suy đoán về tác giả sau khi nhãn hiệu thu âm Hà Lan Spinnin 'Records phát hành một clip ca khúc trực tuyến có tiêu đề "Animals (Teaser)". Nó bắt đầu đạt được nhiều suy đoán hơn sau khi Vine video nổi bật với Agnes từ Despicable Me được đăng.

## Track listing
| Tải kỹ thuật số | Tải kỹ thuật số    | Tải kỹ thuật số |
| STT             | Nhan đề            | Thời lượng      |
| --------------- | ------------------ | --------------- |
| 1.              | "Animals" (cả bài) | 5:04            |

| German CD single and digital download | German CD single and digital download | German CD single and digital download |
| STT                                   | Nhan đề                               | Thời lượng                            |
| ------------------------------------- | ------------------------------------- | ------------------------------------- |
| 1.                                    | "Animals" (radio edit)                | 2:56                                  |
| 2.                                    | "Animals" (cả bài)                    | 5:04                                  |
| Tổng thời lượng:                      | Tổng thời lượng:                      | 8:00                                  |

| UK and Irish digital download – Remixes | UK and Irish digital download – Remixes                       | UK and Irish digital download – Remixes |
| STT                                     | Nhan đề                                                       | Thời lượng                              |
| --------------------------------------- | ------------------------------------------------------------- | --------------------------------------- |
| 1.                                      | "Animals" (UK radio edit)                                     | 2:44                                    |
| 2.                                      | "Animals" (Grum Remix)                                        | 6:37                                    |
| 3.                                      | "Animals" (Victor Niglio and Martin Garrix Festival Trap Mix) | 3:18                                    |
| 4.                                      | "Animals" (Isaac Remix)                                       | 4:15                                    |
| Tổng thời lượng:                        | Tổng thời lượng:                                              | 16:54                                   |

| SPRS Remixes Part 1 | SPRS Remixes Part 1                                           | SPRS Remixes Part 1 |
| STT                 | Nhan đề                                                       | Thời lượng          |
| ------------------- | ------------------------------------------------------------- | ------------------- |
| 1.                  | "Animals" (Oliver Heldens Remix)                              | 4:22                |
| 2.                  | "Animals" (Jay Ronko Remix)                                   | 4:13                |
| 3.                  | "Animals" (Victor Niglio and Martin Garrix Festival Trap Mix) | 3:18                |
| 4.                  | "Animals" (Botnek Edit)                                       | 4:21                |
| Tổng thời lượng:    | Tổng thời lượng:                                              | 18:54               |

## Bảng xếp hạng
| Bảng xếp hạng (2013–14)                       | Vị trí cao nhất |
| --------------------------------------------- | --------------- |
| Úc (ARIA)                                     | 29              |
| Áo (Ö3 Austria Top 40)                        | 5               |
| Bỉ (Ultratop 50 Flanders)                     | 1               |
| Bỉ Dance (Ultratop Flanders)                  | 1               |
| Bỉ (Ultratop 50 Wallonia)                     | 1               |
| Bỉ Dance (Ultratop Wallonia)                  | 4               |
| Brazil (ABPD)                                 | 17              |
| Canada (Canadian Hot 100)                     | 40              |
| Canada CHR/Top 40 (Billboard)                 | 10              |
| Cộng hòa Séc (Rádio Top 100)                  | 8               |
| Cộng hòa Séc (Singles Digitál Top 100)        | 25              |
| Đan Mạch (Tracklisten)                        | 12              |
| Châu Âu Digital Song Sales (Billboard)        | 3               |
| Phần Lan (Suomen virallinen lista)            | 2               |
| Pháp (SNEP)                                   | 2               |
| Đức (GfK)                                     | 4               |
| Hungary (Dance Top 40)                        | 34              |
| Hungary (Rádiós Top 40)                       | 7               |
| Hungary (Single Top 40)                       | 5               |
| Ireland (IRMA)                                | 3               |
| Ý (FIMI)                                      | 14              |
| Luxembourg Digital Songs (Billboard)          | 3               |
| Hà Lan (Dutch Top 40)                         | 3               |
| Hà Lan (Single Top 100)                       | 3               |
| New Zealand (Recorded Music NZ)               | 10              |
| Na Uy (VG-lista)                              | 12              |
| Ba Lan (Polish Airplay Top 100)               | 16              |
| Ba Lan (Dance Top 50)                         | 2               |
| Scotland (OCC)                                | 1               |
| Slovakia (Rádio Top 100)                      | 29              |
| Slovakia (Singles Digitál Top 100)            | 60              |
| Tây Ban Nha (PROMUSICAE)                      | 6               |
| Thụy Điển (Sverigetopplistan)                 | 4               |
| Thụy Sĩ (Schweizer Hitparade)                 | 2               |
| Switzerland (Romandie) (lescharts.ch)         | 1               |
| Anh Quốc (OCC)                                | 1               |
| Anh Quốc Dance (OCC)                          | 1               |
| Hoa Kỳ Billboard Hot 100                      | 21              |
| Hoa Kỳ Dance Club Songs (Billboard)           | 1               |
| Hoa Kỳ Hot Dance/Electronic Songs (Billboard) | 3               |
| Hoa Kỳ Pop Airplay (Billboard)                | 12              |
| Hoa Kỳ Rhythmic (Billboard)                   | 23              |

| Bảng xếp hạng (2013)       | Vị trí |
| -------------------------- | ------ |
| Germany (Media Control AG) | 26     |
| Hungarian Airplay Chart    | 51     |

| Bảng xếp hạng (2014)             | Vị trí |
| -------------------------------- | ------ |
| France (SNEP)                    | 95     |
| Germany (Official German Charts) | 45     |
| Italy (FIMI)                     | 74     |
| Hoa Kỳ Billboard Hot 100         | 71     |

## Chứng nhận
| Quốc gia | Chứng nhận  | Số đơn vị/doanh số chứng nhận |
| --- | ----------- | ----------------------------- |
| Úc (ARIA) | Platinum    | 70.000^                       |
| Bỉ (BEA) | 2× Platinum | 60.000*                       |
| Canada (Music Canada) | 2× Platinum | 160.000*                      |
| Đan Mạch (IFPI Đan Mạch) | Gold        | 15.000^                       |
| Đức (BVMI) | Platinum    | 500.000^                      |
| Ý (FIMI) | 2× Platinum | 0‡                            |
| New Zealand (RMNZ) | Gold        | 7.500*                        |
| Na Uy (IFPI) | 2× Platinum | 20.000*                       |
| Thụy Điển (GLF) | Platinum    | 20.000‡                       |
| Anh Quốc (BPI) | Platinum    | 600.000‡                      |
| Hoa Kỳ (RIAA) | 2× Platinum | 2.000.000‡                    |
| Streaming |             |                               |
| Đan Mạch (IFPI Đan Mạch) | Platinum    | 1,800,000^                    |
| Tây Ban Nha (PROMUSICAE) | Gold        | 4,000,000*                    |
| * Chứng nhận dựa theo doanh số tiêu thụ. ^ Chứng nhận dựa theo doanh số nhập hàng. ‡ Chứng nhận dựa theo doanh số tiêu thụ và phát trực tuyến. |             |                               |

## Lịch sử phát hành
| Khu vực     | Ngày                 | Bản                       | Định dạng       | Hãng đĩa        | Ref.   |
| ----------- | -------------------- | ------------------------- | --------------- | --------------- | ------ |
| Thế giới    | 1 tháng 7 năm 2013   | Single version radio edit | Tải kỹ thuật số | Spinnin'        | [ 67 ] |
| Đức         | 2 tháng 8 năm 2013   | Single version radio edit | Tải kỹ thuật số | Tiger           | [ 68 ] |
| Scandinavia | 8 tháng 10 năm 2013  | Single version radio edit | Tải kỹ thuật số | disco:wax       | [ 69 ] |
| Anh Quốc    | 10 tháng 11 năm 2013 | Single version radio edit | Tải kỹ thuật số | Silent Republic | [ 70 ] |
| Anh Quốc    | 8 tháng 11 năm 2013  | Remixes – EP              | Tải kỹ thuật số | Silent Republic | [ 71 ] |
| Hoa Kỳ      | 17 tháng 9 năm 2013  | Bản đơn                   | Tải kỹ thuật số | Silent Republic | [ 72 ] |